# 中村雅行
中村 雅行（なかむら まさゆき、1951年 - ）は、日本の経営者。オカムラ代表取締役社長。

## 来歴・人物
東京都新宿区高田馬場出身。中野区立第七中学校、早稲田実業学校普通科を経て、早稲田大学理工学部に入学。
早大卒業後の1973年に岡村製作所（現・オカムラ）入社。1996年取締役、2007年専務取締役、2012年代表取締役社長。